# 2020년 하계 올림픽 가이아나 선수단
2020년 하계 올림픽 가이아나 선수단은 2021년 일본 도쿄에서 열린 2020년 하계 올림픽에 참가한 올림픽 가이아나 선수단이다.
가이아나는 2020년 도쿄 하계 올림픽에 출전했다. 원래 2020년 7월 24일부터 8월 9일까지 열릴 예정이었던 올림픽은 코로나19 범유행으로 인해 2021년 7월 23일부터 8월 8일로 연기되었다. 이전에 영국령 기아나라는 이름으로 5번의 다른 판(1948년부터 1964년까지)을 대표했지만, 독립 국가로서 하계 올림픽에 가이아나가 참가한 것은 18번째였다. 가이아나는 1976년 몬트리올 하계 올림픽에 대한 아프리카 주도의 보이콧에 동참했다.

## 출전 선수
| 종목 | 남자 | 여자 | 전체 |
| ---- | ---- | ---- | ---- |
| 복싱 | 1    | 0    | 1    |
| 수영 | 1    | 1    | 2    |
| 육상 | 1    | 2    | 3    |
| 탁구 | 0    | 1    | 1    |
| 전체 | 3    | 4    | 7    |

## 같이 보기
- 올림픽 가이아나 선수단